# Ksenija Vidmar-Horvat
Ksenija Vidmar-Horvat, slovenska sociologinja in pedagoginja, * 21. januar 1966.
Predava na Oddelku za sociologijo Filozofske fakultete Univerze v Ljubljani.